# FK Radnički Niš
El FK Radnički Niš (en serbio: Фудбалски клуб Раднички Ниш) es un club de fútbol serbio de la ciudad de Niš en el Distrito de Nišava. Fue fundado en 1923 y tras nueve años en las categorías inferiores del fútbol serbio, ha vuelto a la SuperLiga Serbia de fútbol serbio, donde jugará en la temporada 2012/13. Es el principal club de Niš (la segunda ciudad más poblada de Serbia) y sus mayores logros han sido ganar una Copa de los Balcanes y disputar una semifinal de la Copa de la UEFA.

## Historia

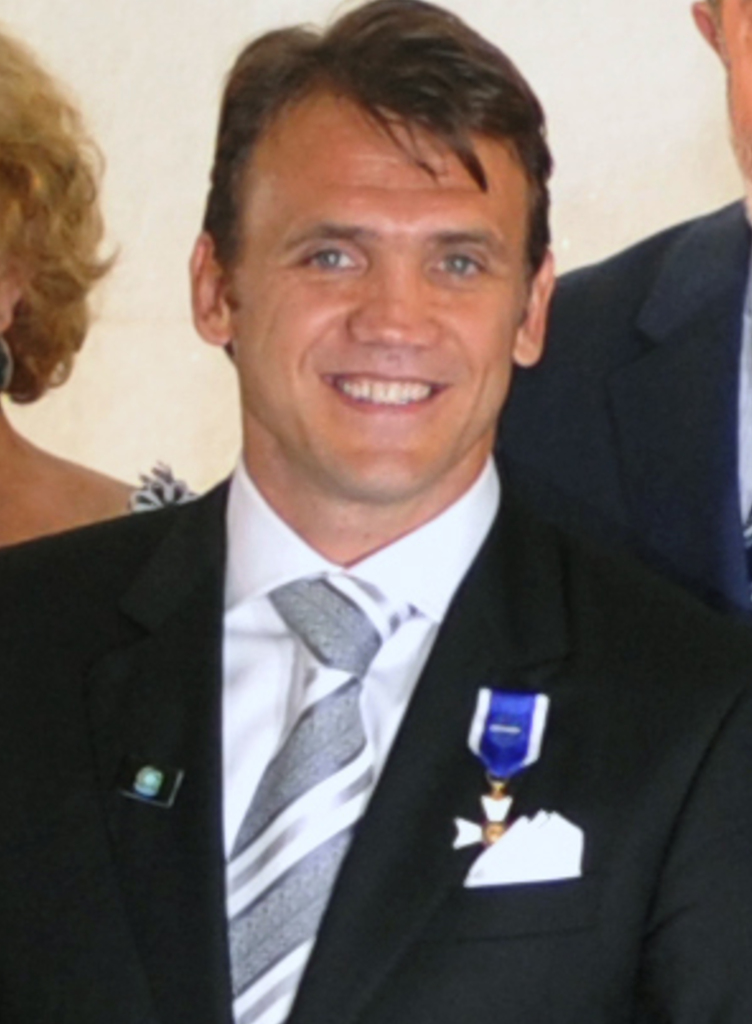
Dejan Petković jugó 53 partidos y anotó 34 goles para el club.

El club fue fundado el 23 de abril de 1923, en el Reino de los Serbios, Croatas y Eslovenos. Dos años más tarde, en 1925, formó parte de la liga profesional. Cabe destacar que en los inicios del club, su nombre fue 14 Oktobar. fue fundado por los activistas del partido comunista. Decir que el nombre Radnički (klub) significa "el club de los trabajadores", una denominación muy común entre los clubes yugoslavos en la época comunista después de la Segunda Guerra Mundial.
Al comienzo de la Segunda Guerra Mundial en Yugoslavia, en 1941, el club estuvo inactivo, y reinició las actividades en 1945. Durante la guerra, Niš fue unos de los centros de la ocupación nazi donde más gente fue asesinada. El club se vio diezmado por la muerte de varios jugadores, dirigentes y aficionados. Tras la guerra, Radnički marcó una constante evolución deportiva, y en 1962, ascendió a la Primera Liga de Yugoslavia por primera vez en su historia. En 1975, ganó la Copa de los Balcanes y, al mismo tiempo, ganó su primer trofeo de importancia europea.
En junio de 1980, gracias a un tercer puesto en la Primera Liga de Yugoslavia, el Radnički Niš ganó el derecho a jugar en la Copa de la UEFA, en la que jugaría en dos ocasiones más. En total, ha disputado 22 partidos en competición europea contra equipos de gran renombre tales como Hamburgo SV, SSC Napoli, Dundee United FC, Grasshopper-Club Zürich y Feyenoord de Róterdam, entre otros. El mayor éxito logrado en Copa de la UEFA fue jugar las semifinales en 1982 ante el equipo alemán Hamburgo SV.
En su amplia historia, el Radnički ha desarrollado muchos jugadores que tuvieron la oportunidad de jugar para su selección nacional. También hay muchos jugadores que disputaron más de 200 encuentros con el club, o que permanecieron más de diez años. Algunos de ellos continuaron el éxito en clubes fuera de su tierra natal: Dragan Stojković, Dragan Pantelić, Josip Višnjić o Dejan Petković, entre otros.
Un importante segmento en el club es la existencia de su club juvenil, fundado en 1963, del cual han surgido numerosos jugadores para el primer equipo. El más importante es, sin duda, Dragan Stojković, que es considerado como uno de los mejores jugadores que Yugoslavia ha tenido nunca. El equipo juvenil ha demostrado su calidad en la escena europea tras ganar en 1966 el Torneo de París. En 1991, el juvenil ganó el título nacional de Yugoslavia.
En la actualidad, tras atravesar uno de sus peores momentos deportivos al militar en la Srpska Liga (la tercera categoría en el organigrama futbolístico serbio) en 2008, Radnički está volviendo a las sendas del éxito. Tras derrotar a Srem el 23 de mayo de 2012, el club ha vuelto tras nueve años a la élite del fútbol serbio. Todo esto está siendo acompañado con una importante inversión en la infraestructura por parte de la ciudad, que ha financiado a medias con el Gobierno de Serbia un estadio moderno para 18.151 espectadores que estará listo en agosto de 2012. Actualmente, el club está militando con éxito en la élite del fútbol serbio.

### Temporadas
- 2001/02: 1.º Segunda División de Serbia y Montenegro.
- 2002/03: 18.º Primera División de Serbia y Montenegro.
- 2003/04: 3.º Segunda División de Serbia y Montenegro (Grupo Este).
- 2004/05: 15.º Segunda División de Serbia y Montenegro.
- 2005/06: 10.º Prva Liga.
- 2006/07: 11.º Prva Liga.
- 2007/08: 14.º Prva Liga.
- 2008/09: Srpska Liga (Este).
- 2009/10: Prva Liga.
- 2010/11: Prva Liga.
- 2011/12: 1.º Prva Liga.

## Uniforme
- Uniforme titular: Camiseta roja, pantalón rojo, medias rojas.
- Uniforme alternativo: Camiseta azul marino, pantalón azul marino, medias azules marino.

## Estadio
El Estadio Čair es un estadio multi-usos de Niš, Serbia. En la actualidad se utiliza sobre todo para partidos de fútbol y es el terreno de juego del FK Radnički Niš. El estadio posee una capacidad para 8.900 espectadores. Desde el agosto de 2011 El Čair está en obras que terminarán en el estadio más moderno en los Balcanes con una capacidad de 18.151 espectadores.

## Afición
Radnički tiene una afición muy fiel que no ha dejado de apoyar al club ni es los años de jugar en la tercera categoría del fútbol serbio. Conocidos como Meraklije, lo cual significa 'bohemios', son muy activos y muy respetados por parte de otras aficiones por su devoción, alegría y carácter sureño, comparable a las aficiones de Real Betis Balompié, Cádiz CF y Sevilla Club de Fútbol. Son muy devotos a las selecciones de Serbia, especialmente a la selección de balonmano de Serbia debido al gran arraigo de este deporte en la ciudad. Dicha selección juega muy a menudo en la Hala Čair debido al ambiente ferviente y caluroso que a veces roza los límites de lo deportivo.

## Jugadores

### Jugadores destacados
| - Jovan Anđelković - Slobodan Antić - Sanid Beganović - Dragiša Binić - Zoran Bojović - Vitomir Dimitrijević - Miloš Drizić - Branislav Đorđević - Stojan Gavrilović - Slobodan Halilović - Dragan Holcer - Nenad Jakšić - Milorad Janković - Blagoja Kitanovski - Blagoja Kuleski - Zoran Milenković | - Dušan Mitošević - Slavoljub Nikolić - Milovan Obradović - Stevan Ostojić - Dejan Petković - Aleksandar Panajotović - Dragan Pantelić - Rade Radisavljević - Dragan Radosavljević - Ljubiša Rajković - Miroslav Simonović - Goran Stojiljković - Miodrag Stojiljković - Dragan Stojković - Miroslav Vardić - Goran Vasilijević | - Josip Višnjić - Miroslav Vojinović - Ivan "Beli" Krstić - Bratislav Ristić - Borislav Stevanović - Aleksandar Živković - Milan Ivanović - Jovo Mišeljić - Metodi Tomanov - Siniša Gogić - Vladan Tomić - Ljubodrag Milošević - Ivan Pejčić - Milan Jovanović - Igor Stefanović |

### Dorsales Retirados
- 10  Ivan "Beli" Krstić, MED (−2000) – Homenaje póstumo.

Desde el año 2000 el dorsal número 10 no ha vuelto a ser utilizado en el club, ya que fue retirado en homenaje a Ivan "Beli" Krstić, quien murió cuando fue impactado por un rayo el 29 de mayo de 2000 durante un entrenamiento.

## Palmarés
- Primera División de Yugoslavia: 0

-  Tercer lugar: 2

1979-80, 1980-81
- Segunda Liga de Yugoslavia: 1

1985–86
-  Sub-Campeón: 3

1956-57, 1957-58, 1961–62
- Tercera Liga de Yugoslavia: 0

-  Sub-Campeón: 1

1955
- Segunda Liga de Serbia y Montenegro: 0

-  Tercer lugar: 1

2003–04
- Prva Liga Srbija: 2

2001–02, 2011–12
- Srpska Liga: 2

2008–09, 2010-11
- Copa de Yugoslavia: 0

-  Finalistas: 5

1952, 1970, 1977
- Copa de Serbia y Montenegro: 0

-  Finalistas: 2

1994, 2006
- Copa de los Balcanes: 1

1975
-  Finalistas: 1

1989
- Trofeo Ciudad de Zamora: 1

1978

## Participación en competiciones europeas
| Temporada | Torneo                             | Ronda             | Club                   | Casa           | Visita |
| --------- | ---------------------------------- | ----------------- | ---------------------- | -------------- | ------ |
| 1980/81   | Copa UEFA                          | 1                 | LASK Linz              | 2-1            | 4-1    |
| 1980/81   | Copa UEFA                          | 2                 | PFC Beroe Stara Zagora | 1-0            | 2-1    |
| 1980/81   | Copa UEFA                          | Octavos de final  | AZ                     | 2-2            | 0-5    |
| 1981/82   | Copa UEFA                          | 1                 | SS Napoli              | 0-0            | 2-2    |
| 1981/82   | Copa UEFA                          | 2                 | Grasshoppers           | 2-0 (3:0) t.e. | 0-2    |
| 1981/82   | Copa UEFA                          | Octavos de final  | Feyenoord              | 2-0            | 0-1    |
| 1981/82   | Copa UEFA                          | Cuartos de final  | Dundee United          | 3-0            | 0-2    |
| 1981/82   | Copa UEFA                          | Semifinales       | HSV Hamburg            | 2-1            | 1-5    |
| 1983/84   | Copa UEFA                          | 1                 | FC St. Gallen          | 3-0            | 2-1    |
| 1983/84   | Copa UEFA                          | 2                 | FK Inter Bratislava    | 4-0            | 2-3    |
| 1983/84   | Copa UEFA                          | Octavos de final  | Hajduk Split           | 0-2            | 0-2    |
| 1990      | Copa Mitropa                       | Grupos            | A.S. Bari              | 0-3            |        |
| 1990      | Copa Mitropa                       | Grupos            | Pécsi Mecsek FC        | 1-0            |        |
| 2018-19   | Liga Europa de la UEFA             | 1ª Clasificatoria | Gzira United           | 4-0            | 1-0    |
| 2018-19   | Liga Europa de la UEFA             | 2ª Clasificatoria | Maccabi Tel Aviv FC    | 2-2            | 0-2    |
| 2019-20   | Liga Europa de la UEFA             | 1ª Clasificatoria | FC Flora Tallinn       | 2-2            | 0-2    |
| 2022-23   | Liga Europa Conferencia de la UEFA | 2ª Clasificatoria | Gzira United FC        | 3-3 (1-3 p)    | 2-2    |

### Copa Intertoto
Este torneo no fue administrado por la UEFA sino hasta 1995.
| Temporada | Ronda  | Club               | Casa | Visita |
| --------- | ------ | ------------------ | ---- | ------ |
| 1964/65   | Grupos | Empor Rostock      | 3-0  | 1-3    |
|           | Grupos | Gwardia Warsaw     | 5-1  | 2-4    |
|           | Grupos | Norrköping         | 0-2  | 2-2    |
| 1965/66   | Grupos | Empor Rostock      | 2-1  | 0-3    |
|           | Grupos | Zaglebie Sosnowiec | 0-0  | 2-5    |
|           | Grupos | Košice             | 7-2  | 0-2    |

### Copa de los Balcanes
| Temporada | Ronda  | Club                     | Casa | Visita |  |
| --------- | ------ | ------------------------ | ---- | ------ |  |
| 1963/64   | Grupos | FC Spartak Plovdiv       | 2-3  | 0-2    |  |
| 1975      | Grupos | Panionios G.S.S.         | 2-0  | 0-0    |  |
|           | Grupos | 17 Nëntori               | 3-0  | 0-0    |  |
|           | Final  | Eskisehirspor            | 1-0  | 2-1    |  |
| 1988/89   | Grupos | FC Universitatea Craiova | 0-0  | 0-1    |  |
|           | Grupos | PFC Lokomotiv Sofia      | 2-1  | 4-3    |  |
|           | Final  | OFI Creta                | 1-3  | 1-3    |  |

## Entrenadores
Esta es la lista de los entrenadores que han dirigido al FK Radnički Niš en su historia:
| - Aleksandar Ilić (2012 - presente) - Vladimir Jocić (2006 - 2012) - Tomislav Manojlović (2002) - Zoran Čolaković (1999 - 2000) - Boris Bunjak (1999) - Radmilo Ivančević (1999) - Ilija Dimoski (1998 - 1999) - Božidar Antić (1998) - Miodrag Ješić (1998) - Vladislav Nikolić (1997 - 1998) - Miodrag Stojiljković (1997) - Mile Tomić (1997) - Miodrag Stefanović (1997) - Slobodan Halilović (1996 - 1997) - Josip Duvančić (1994 - 1996) | - Miodrag Stefanović (1994) - Vladimir Milosavljević (1994) - Zoran Banković (1993 - 1994) - Milorad Janković (1993) - Milovan Đorić (1993) - Ljuborad Stevanović (1993) - Vladislav Nikolić (1992 - 1993) - Nenad Cvetković (1992) - Slobodan Halilović (1990 - 1992) - Dragan Pantelić (1989 - 1990) - Slobodan Halilović (1988 - 1989) - Milan Živadinović (1987 - 1988) - Zoran Čolaković (1986 - 1987) - Josip Duvančić (1985 - 1986) - Milorad Janković (1985) | - Dušan Nenković (1985) - Miroslav Glišović (1984) - Ilija Dimoski (1982 - 1983) - Dušan Nenković (1979 - 1982) - Josip Duvančić (1977 - 1979) - Miroslav Glišović (1976 - 1977) - Đorđe Kučunković (1974 - 1976) - Miroslav Glišović (1972 - 1974) - Dušan Varagić (1971 - 1972) - Slavko Videnović (1970 - 1971) - Miroslav Glišović (1968 - 1969) - Ratomir Čabrić (1967 - 1968) - Miroslav Glišović (1966 - 1967) - Dragoljub Milošević (1965 - 1966) - Dušan Nenković (1964 - 1965) | - Abdulah Gegić (1963 - 1964) - Miroslav Glišović (1962 - 1963) |